# Culex anips
Culex anips är en tvåvingeart som beskrevs av Dyar 1916. Culex anips ingår i släktet Culex och familjen stickmyggor. Inga underarter finns listade i Catalogue of Life.